# Croke Park
AAA Croke Park (en gaélique Páirc an Chrócaigh) est le principal stade et le domicile de la GAA (Gaelic Athletic Association), la plus grande organisation sportive de l’Irlande.
Le stade était utilisé uniquement pour les sports gaéliques (football, hurling et Camogie). Il est également utilisé pour la première fois pour le rugby et le football, pendant les travaux de construction du nouveau Aviva Stadium. Avec une capacité de 82 300 places, il est actuellement le plus grand stade de l'île d'Irlande. Céline Dion, U2, One Direction ou encore Tina Turner s'y sont produits.

## Histoire
L'emplacement de Croke Park est originellement un terrain de sports, connu sous le nom de Jones Road Sportground, appartenant à Maurice Butterly. Après la fondation de la GAA en 1884, le terrain est utilisé régulièrement pour les sports gaéliques. Dès 1895 les finales des championnats gaéliques (les All Irelands) ont lieu sur ce terrain. À partir de 1913, Frank Dineen cède le terrain à la GAA qui le baptise Croke Park en l’honneur de l’archevêque Thomas Croke, un des premiers patrons de la GAA.
Une légende tenace indique que les décombres de l'insurrection de Pâques 1916 ont été utilisées pour construire un monticule, Hill 16, et y installer des tribunes permettant une meilleure vision des matches. Toutefois, cette tribune, nommée Hill 60 jusqu'aux années 1930 (sixty et non sixteen, en souvenir des soldats irlandais morts à Gallipoli lors de la bataille de la colline éponyme), a été aménagé en 1915.
Le 21 novembre 1920, Croke Park est le théâtre d'un massacre exécuté par les Auxillaries une division paramilitaire auxiliaire de la police britannique. Des soldats entrent dans le stade pendant un match de football entre Dublin et Tipperary et tirent dans la foule, tuant 14 personnes (13 spectateurs et un joueur) et faisant 62 blessés. En 1924 une tribune est baptisée en hommage à Michael Hogan capitaine de Tipperary, mort ce jour-là. Ces évènements, connus sous le nom de Bloody Sunday (à ne pas confondre avec celui d'Irlande du Nord en 1972) constituent les représailles à l'assassinat, le matin même, de douze agents des services secrets anglais et de deux cadets Auxillaries par l'IRA sous les ordres de Michael Collins.

## Spécificités
Au début des années 1980, la GAA décide de rénover le stade. Un projet d'agrandissement en quatre phases est entrepris. Après plusieurs années de travaux (la dernière phase se terminant par la construction de la Nally End/Dineen Hill 16 terrace en 2005), le stade atteint 82 300 places bien que seules trois tribunes aient été construites. En effet, la Nally End/Dineen Hill 16 terrace n'est qu'une terrasse où les spectateurs restent debout. Il devient le troisième plus grand stade d'Europe, après le Camp Nou à Barcelone, et Wembley en Angleterre. La capacité est toutefois limitée à 76 534 places pour les matches internationaux de football afin de respecter les normes qui n'imposent que des places assises lors des rencontres organisées par l'UEFA.
Il existe un grand débat quant à l'utilisation de Croke Park. Comme il appartient à la GAA, il n'est utilisé que pour les sports gaéliques, les autres sports étant strictement exclus. Une règle interne à l'organisation (règle 42) excluait, jusque dans les années 1970, le football, le rugby et le cricket. Si la GAA a assoupli cette règle, elle conserve l'exclusivité de la gestion du stade et des sports qu'on y pratique. 
Le 16 avril 2005, la GAA autorise exceptionnellement la pratique (pour les matches internationaux uniquement) du football et du rugby, ces deux sports se trouvant sans stade à cause de la rénovation de Lansdowne Road. 
Le premier match de rugby à XV à se dérouler dans ce stade, le 11 février 2007, est un match du Tournoi des Six Nations opposant l'Irlande à la France (victoire de la France 20-17). Le 24 février 2007 se tient, toujours dans le cadre du tournoi des six nations, la rencontre Irlande-Angleterre  qui se conclut par une nette victoire de l'Irlande (43-13).

## Événements sportifs
- Finales du Championnat d'Irlande de football gaélique
- Finales du Championnat d'Irlande de hurling
- Combat de boxe : Mohamed Ali contre Alvin Lewis (Al "Blue" Lewis), 19 juillet 1972
- Shamrock Classic, 2 novembre 1996
- American Bowl, 27 juillet 1997
- Jeux olympiques spéciaux, 2003
- Tournoi des Six Nations, 2007 à 2010
- Demi-finale de Coupe d'Europe de rugby 2009 Munster-Leinster, 2 mai 2009
- Match de barrage pour la Coupe du monde de football 2010 Irlande-France, 14 novembre 2009
- Shamrock Classic, 1er septembre 2012
- Demi-finale de Champions Cup 2024 Leinster-Northampton Saints, 4 mai 2024
- Huitième de finale de Champions Cup 2025 Leinster-Harlequins, 5 avril 2025

### Autres évènements
- Concerts de U2, 1985, 1987, 2003, 2005, 2009 & 2017
- 50e congrès eucharistique, juin 2012
- One Direction, 23, 24 et 25 mai 2014
- Ed Sheeran, 24 et 25 juillet 2015
- Bruce Springsteen, 27 et 29 mai 2016
- Taylor Swift, 15 et 16 juin 2018
- Westlife, 5 et 6 juillet 2019
- Ed Sheeran, 23 et 24 avril 2022
- Coldplay, 29 et 30 août, 1er et 2 septembre 2024

## Galerie

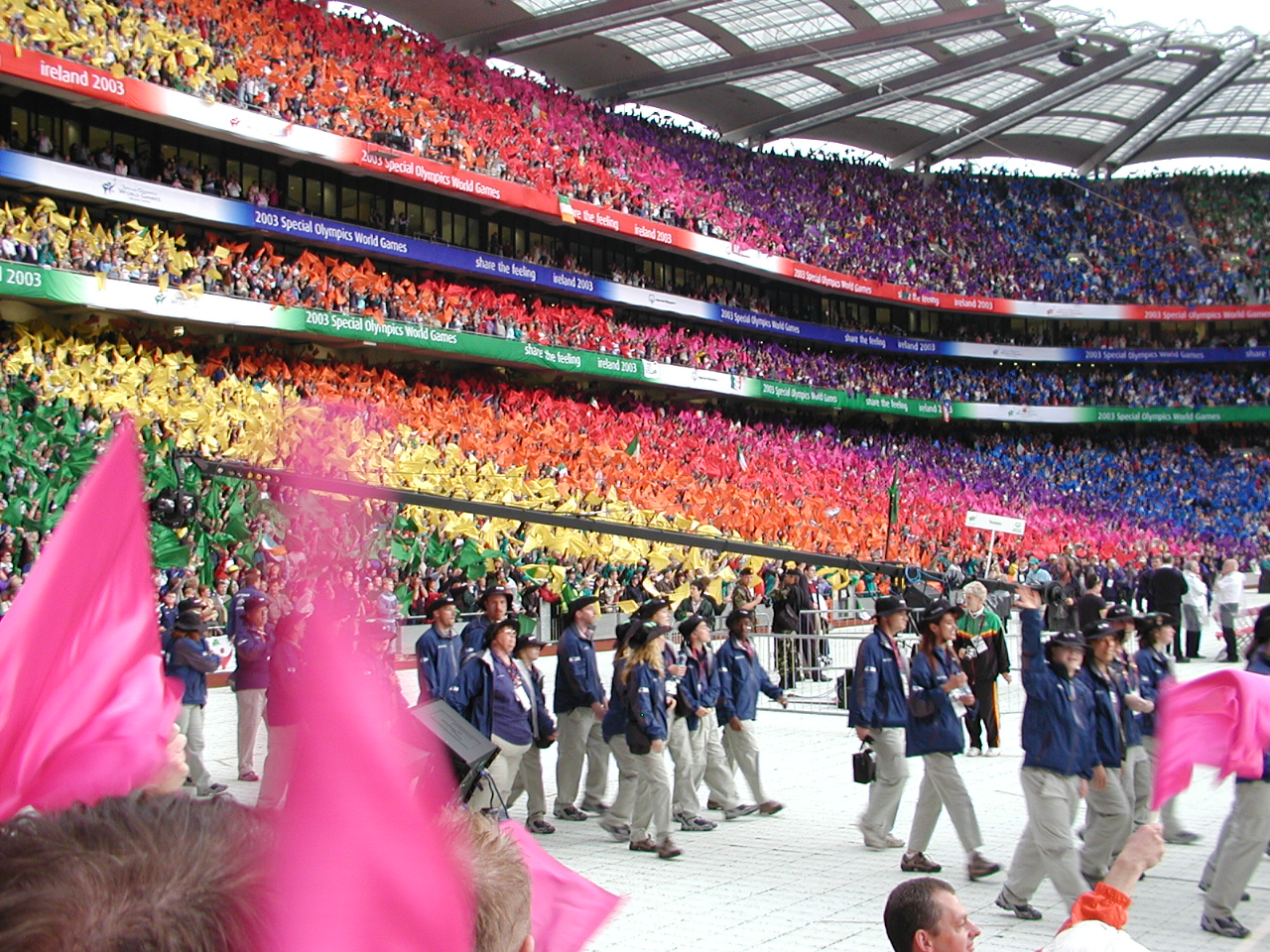
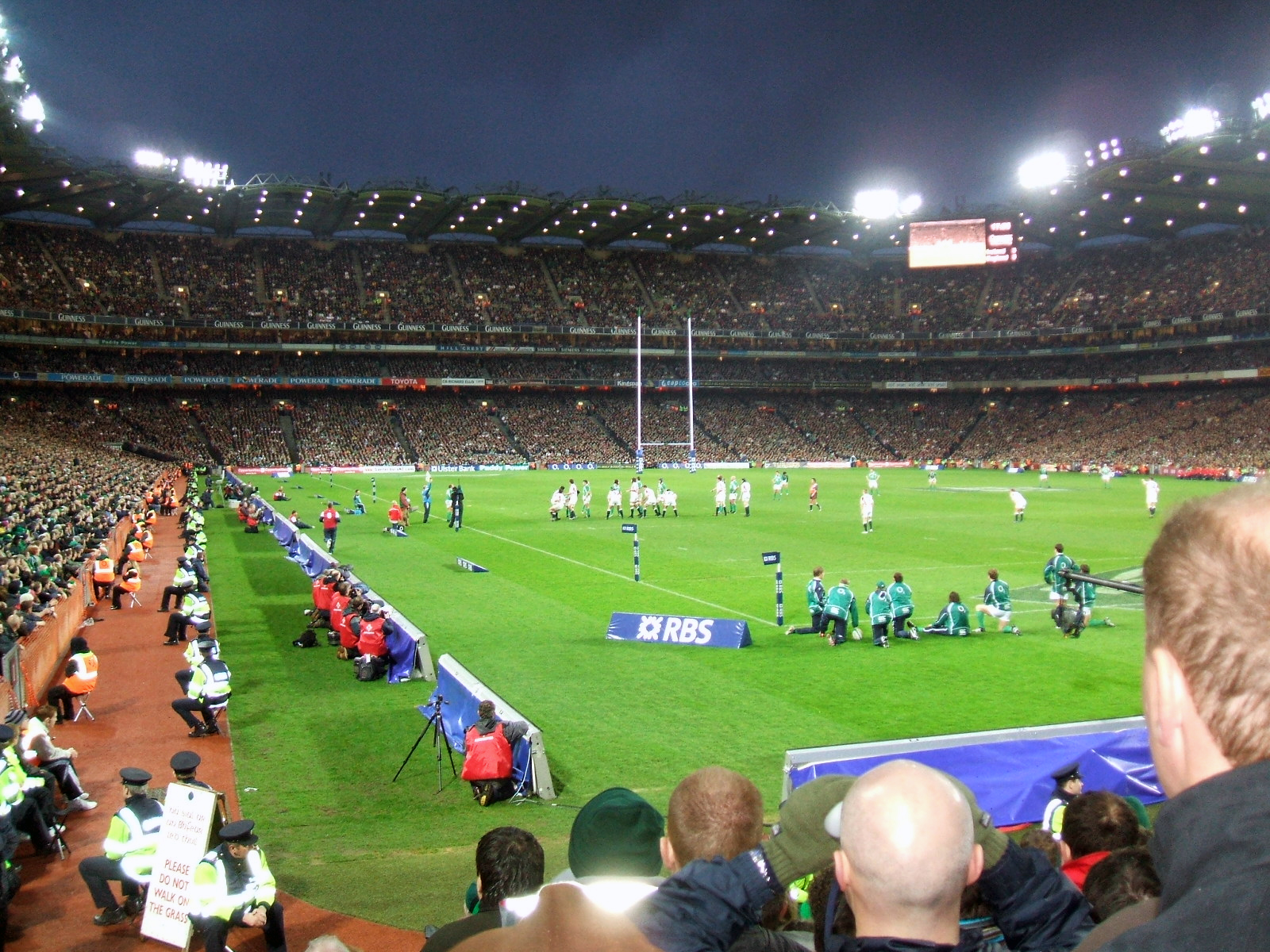
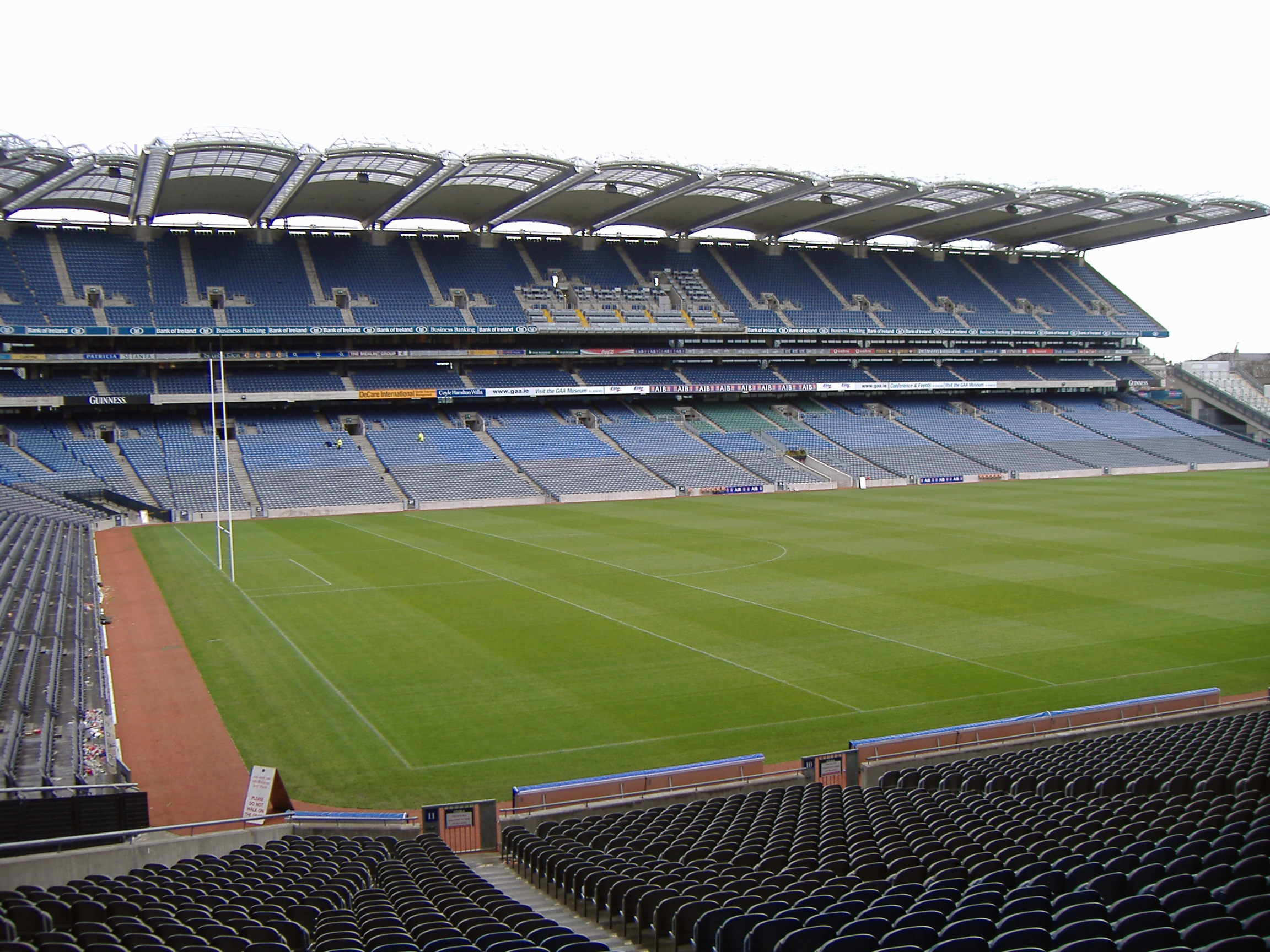
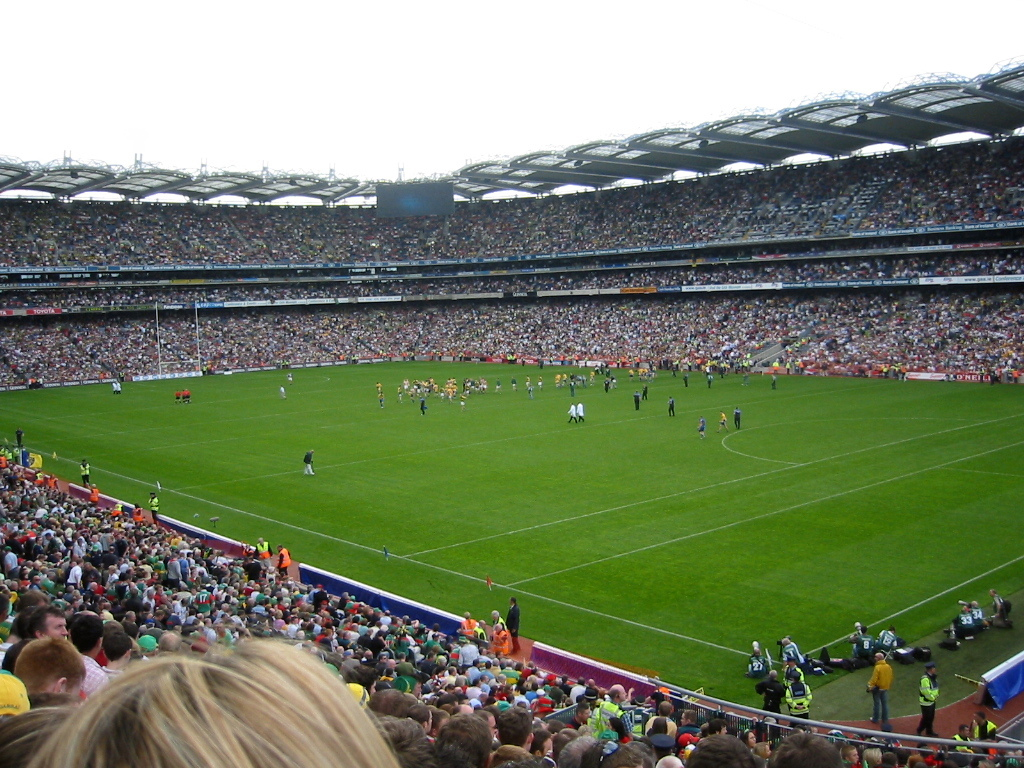
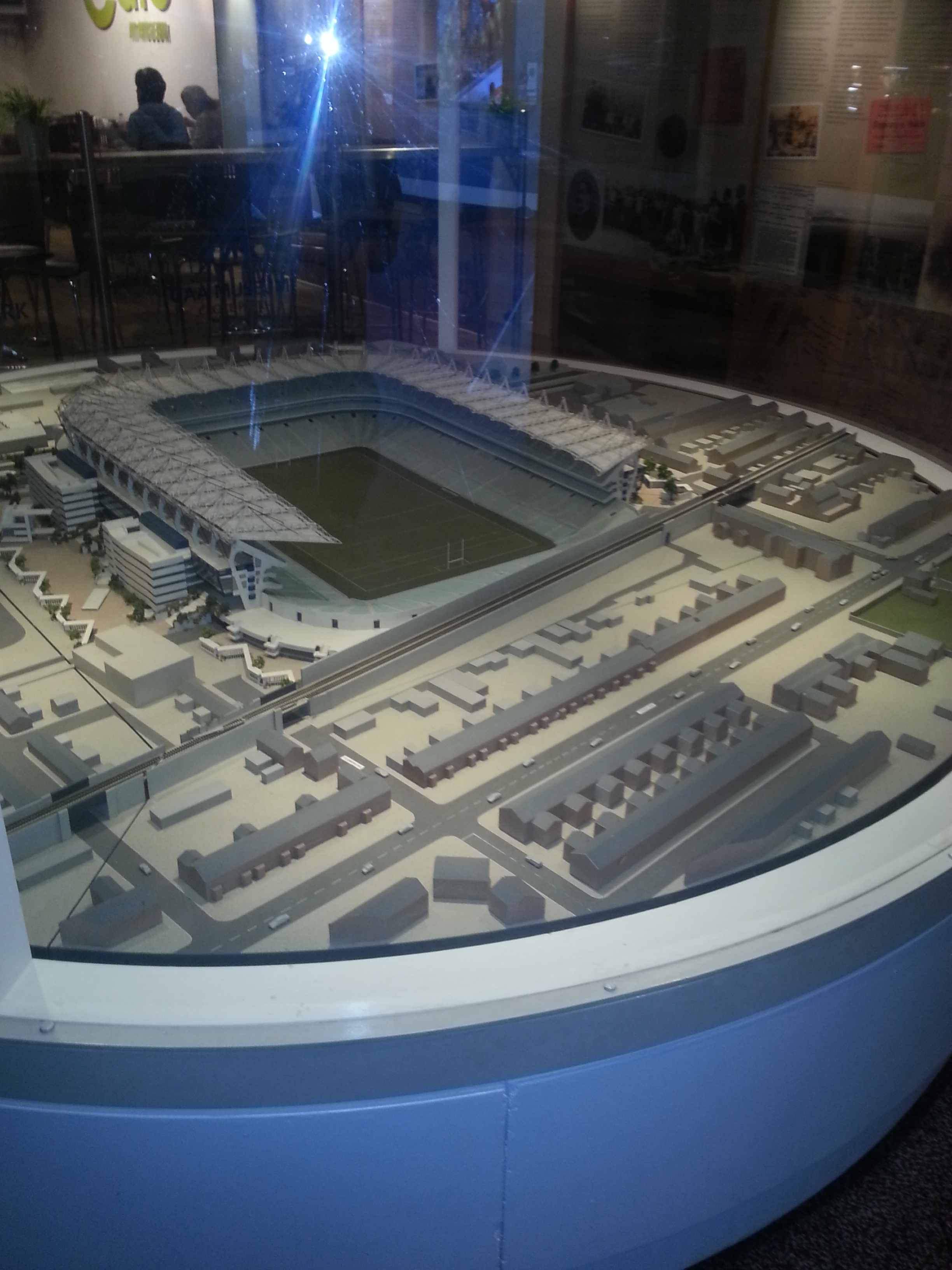
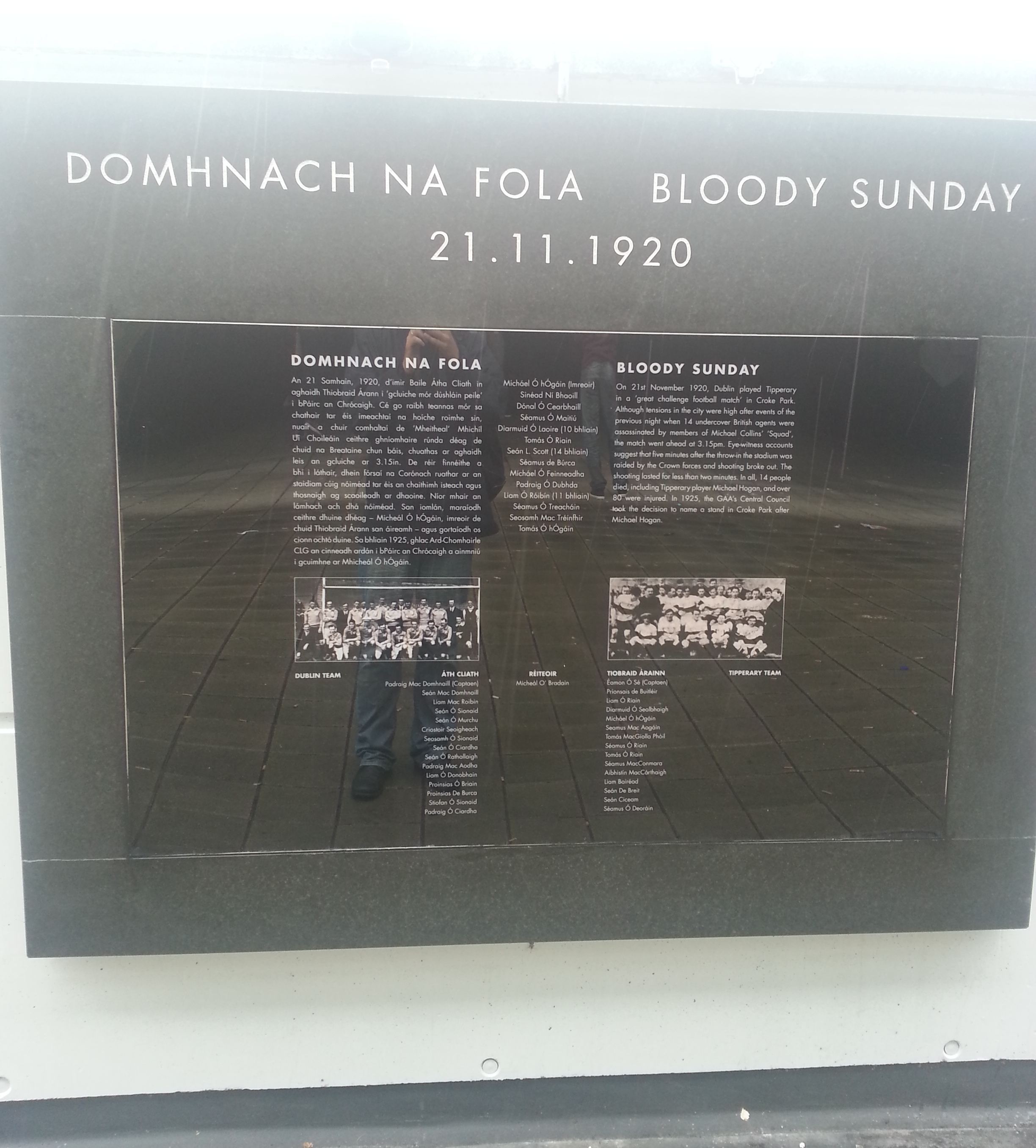
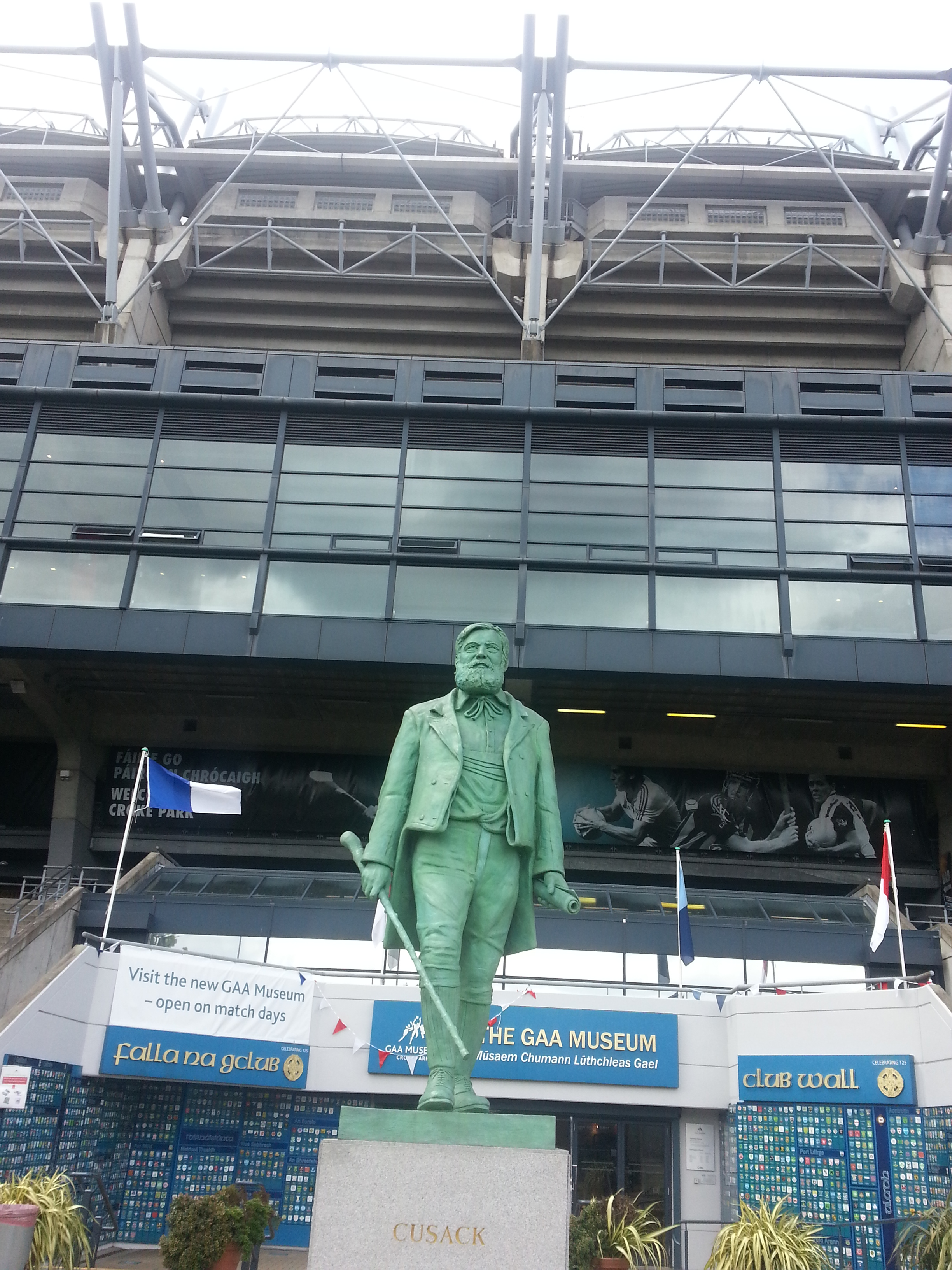

## Accès Croke Park
- Plan d'accès Croke Park

- Croke Park G.A.A. Quartier Generale, North-side, Dublin
- Photos de Croke Park
- Photo de Croke Park sur flickr.com